# Богачівка
Богачі́вка (до 1948 р. Бай-Сари́; крим. Bay Sarı) — село у Перекопському районі Автономної Республіки Крим.
Підпорядковане Магазинській сільській раді. Населення становить 101 особа.